# Läntinen suurpiiri
Läntinen suurpiiri (en suédois : Västra stordistriktet, en français : Superdistrict Ouest) est le superdistrict numéro 2 de l'Ouest d'Helsinki, la capitale de la Finlande.
Sa population est de 98 545 habitants et sa superficie de 30,62 km2.